# Fraktion der Progressiven Allianz der Sozialdemokraten im Europäischen Parlament/8. Wahlperiode
Die Fraktion der Progressiven Allianz der Sozialdemokraten im Europäischen Parlament in der 8. Wahlperiode 2014 bis 2019 hatte bei Konstituierung des Parlaments 191 Mitglieder, zum Ende 187. Folgende Parteien waren an der Fraktion beteiligt:
| Land                   | Nationale Partei                                    | MdEP |
| ---------------------- | --------------------------------------------------- | ---- |
| Belgien                | Parti Socialiste                                    | 3    |
| Belgien                | Socialistische Partij Anders                        | 1    |
| Bulgarien              | Bulgarische Sozialistische Partei                   | 4    |
| Dänemark               | Socialdemokraterne                                  | 3    |
| Deutschland            | Sozialdemokratische Partei Deutschlands             | 27   |
| Estland                | Sotsiaaldemokraatlik Erakond                        | 1    |
| Finnland               | Suomen sosialidemokraattinen puolue                 | 2    |
| Frankreich             | Parti socialiste                                    | 11   |
| Frankreich             | Parti radical de gauche                             | 1    |
| Griechenland           | Panellinio Sosialistiko Kinima                      | 2    |
| Griechenland           | To Potami                                           | 2    |
| Irland                 | Unabhängige                                         | 1    |
| Italien                | Partito Democratico                                 | 26   |
| Italien                | Articolo UNO – Movimento Democratico e Progressista | 3    |
| Italien                | Unabhängige                                         | 2    |
| Kroatien               | Socijaldemokratska partija Hrvatske                 | 2    |
| Lettland               | Sociāldemokrātiskā partija „Saskaņa“                | 1    |
| Litauen                | Lietuvos socialdemokratų partija                    | 2    |
| Luxemburg              | Lëtzebuerger Sozialistesch Arbechterpartei          | 1    |
| Malta                  | Partit Laburista                                    | 3    |
| Niederlande            | Partij van de Arbeid                                | 3    |
| Österreich             | Sozialdemokratische Partei Österreichs              | 5    |
| Polen                  | Sojusz Lewicy Demokratycznej                        | 5    |
| Portugal               | Partido Socialista                                  | 8    |
| Rumänien               | Partidul Social Democrat                            | 10   |
| Rumänien               | Partidul Umanist Social Liberal                     | 1    |
| Rumänien               | Unabhängige                                         | 2    |
| Schweden               | Sveriges socialdemokratiska arbetareparti           | 5    |
| Schweden               | Feministiskt initiativ                              | 1    |
| Slowakei               | SMER – sociálna demokracia                          | 4    |
| Slowenien              | Socialni demokrati                                  | 1    |
| Spanien                | Partido Socialista Obrero Español                   | 13   |
| Spanien                | Partit dels Socialistes de Catalunya                | 1    |
| Tschechien             | Česká strana sociálně demokratická                  | 4    |
| Ungarn                 | Magyar Szocialista Párt                             | 2    |
| Ungarn                 | Demokratische Koalition                             | 2    |
| Vereinigtes Königreich | Labour Party                                        | 20   |
| Zypern                 | Kinima Sosialdimokraton                             | 1    |
| Zypern                 | Dimokratiko Komma                                   | 1    |